# Ricevitrice Nord

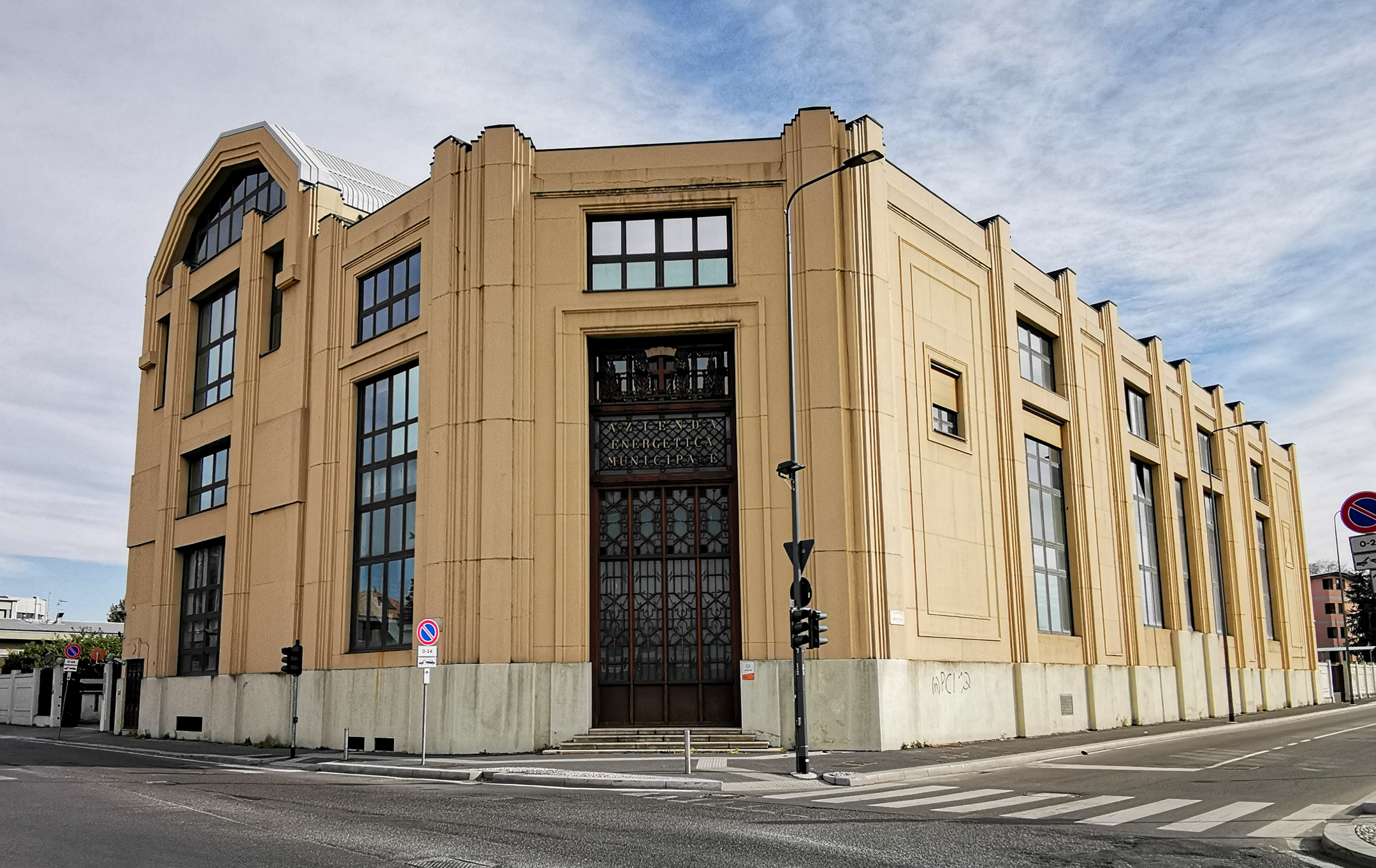
L'edificio

La Ricevitrice Nord è una sottostazione elettrica di A2A che si trova nel quartiere milanese di Precotto, nota soprattutto per l'edificio in stile art decò.

## Storia
La ricevitrice viene costruita come parte dei piani di espansione dell'Azienda Elettrica Municipale ambrosiana in Valtellina, al fine di affiancare la centrale di piazza Trento, alla quale era collegata tramite cavi sotterranei, con un nuovo elettrodotto da 130 kV.
L'inaugurazione avvenne l'8 dicembre 1932 a opera del principe Umberto II di Savoia.

## Funzione
La ricevitrice riceve l'energia elettrica in alta tensione dall'elettrodotto che nasce in Valtellina e la abbassa in media tensione tramite dei trasformatori, così che possa essere immessa nella rete cittadina: il tutto è sorvegliato da una sala centrale.